# Irene Usabiaga
Irene Usabiaga Balerdi (Ordizia, 22 de setembro de 1993) é uma desportista espanhola que compete no ciclismo na modalidade de pista. Ganhou uma medalha de bronze no Campeonato Europeu de Ciclismo em Pista de 2015, na prova de eliminação; ainda que também disputa corridas de rota.
Sua irmã maior, Ana, também é ciclista profissional, de facto sempre têm compartilhado equipa. Ademais, seu irmão mais maior, Pedro, também foi ciclista.

## Trajetória desportiva
Começou destacando desde 2010 no rota, atingindo vários top-20 em campeonatos europeus e mundiais de categorias inferiores, modalidade que compartilhava com a pista, onde conseguia suas primeiras vitórias mas a nível nacional.
Desde 2015 centrou-se na pista, fichando pelo Eustrak-Euskadi —entre 2012 e 2014 esteve enrolada na equipa de ciclismo de estrada do Lointek—. No final desse ano conseguiu seu melhor resultado internacional ao ser segunda na corrida de eliminação do Campeonato Europeu. Ademais, ocasionalmente é seleccionada para participar com a equipa nacional em algumas corridas de rota.

## Medalheiro internacional
| Campeonato Europeu | Campeonato Europeu | Campeonato Europeu | Campeonato Europeu |
| Ano                | Lugar              | Medalha            | Competição         |
| ------------------ | ------------------ | ------------------ | ------------------ |
| 2015               | Grenchen ( Suíça ) | Medalha de bronze  | Eliminação         |

## Palmarés
- 2011
  - 3.ª no Campeonato da Espanha Pontuação

- 2012
  - Campeonato da Espanha Perseguição por Equipas (fazendo equipa com Olatz Ferrán e Ana Usabiaga)  
  - Campeonato da Espanha Pontuação

- 2013
  - Campeonato da Espanha Perseguição  
  - Campeonato da Espanha Perseguição

- 2014
  - Campeonato da Espanha Perseguição por Equipas (fazendo equipa com Olatz Ferrán e Ana Usabiaga)  
  - Campeonato da Espanha Perseguição

- 2015
  - 2.ª no Campeonato da Espanha Perseguição 
  - Campeonato da Espanha Perseguição por Equipas (fazendo equipa com Ziortza Isasi, Naia Leonet e Ana Usabiaga)  
  - Anadia Omnium
  - 3.ª no Campeonato Europeu Eliminação

## Equipas

### Estrada
- Lointek (2012-2014)

### Pista
- Eustrak-Euskadi (2015-2016)